# Princess Brown
Princess Brown (* 9. Juni 1986) ist eine jamaikanische Fußballschiedsrichterassistentin.
Seit 2014 steht sie auf der Liste der FIFA-Schiedsrichter und leitet internationale Fußballpartien.
Brown war unter anderem Schiedsrichterassistentin bei der U-17-Weltmeisterschaft 2014 in Costa Rica, bei der Weltmeisterschaft 2015 in Kanada (als Assistentin von Margaret Domka), bei der U-17-Weltmeisterschaft 2016 in Jordanien, bei der U-17-Weltmeisterschaft 2018 in Uruguay, beim Algarve-Cup 2019 und bei der Weltmeisterschaft 2019 in Frankreich (als Assistentin von Marie-Soleil Beaudoin, zusammen mit Stephanie Yee Sing). Insgesamt leitete sie fünf WM-Spiele bei zwei Weltmeisterschaften, davon vier allein bei der WM 2019, inklusive des Halbfinales zwischen den Niederlanden und Schweden (1:0 n. V.).